# NGC 2373
NGC 2373 је спирална галаксија у сазвежђу Близанци која се налази на NGC листи објеката дубоког неба.
Деклинација објекта је + 33° 49' 27" а ректасцензија 7h 26m 36,9s. Привидна величина (магнитуда) објекта NGC 2373 износи 14,0 а фотографска магнитуда 14,8. NGC 2373 је још познат и под ознакама UGC 3848, MCG 6-17-4, CGCG 177-14, IRAS 07233+3355, KUG 0723+339, ARAK 131, NPM1G +33.0105, PGC 21016.